# Panchina

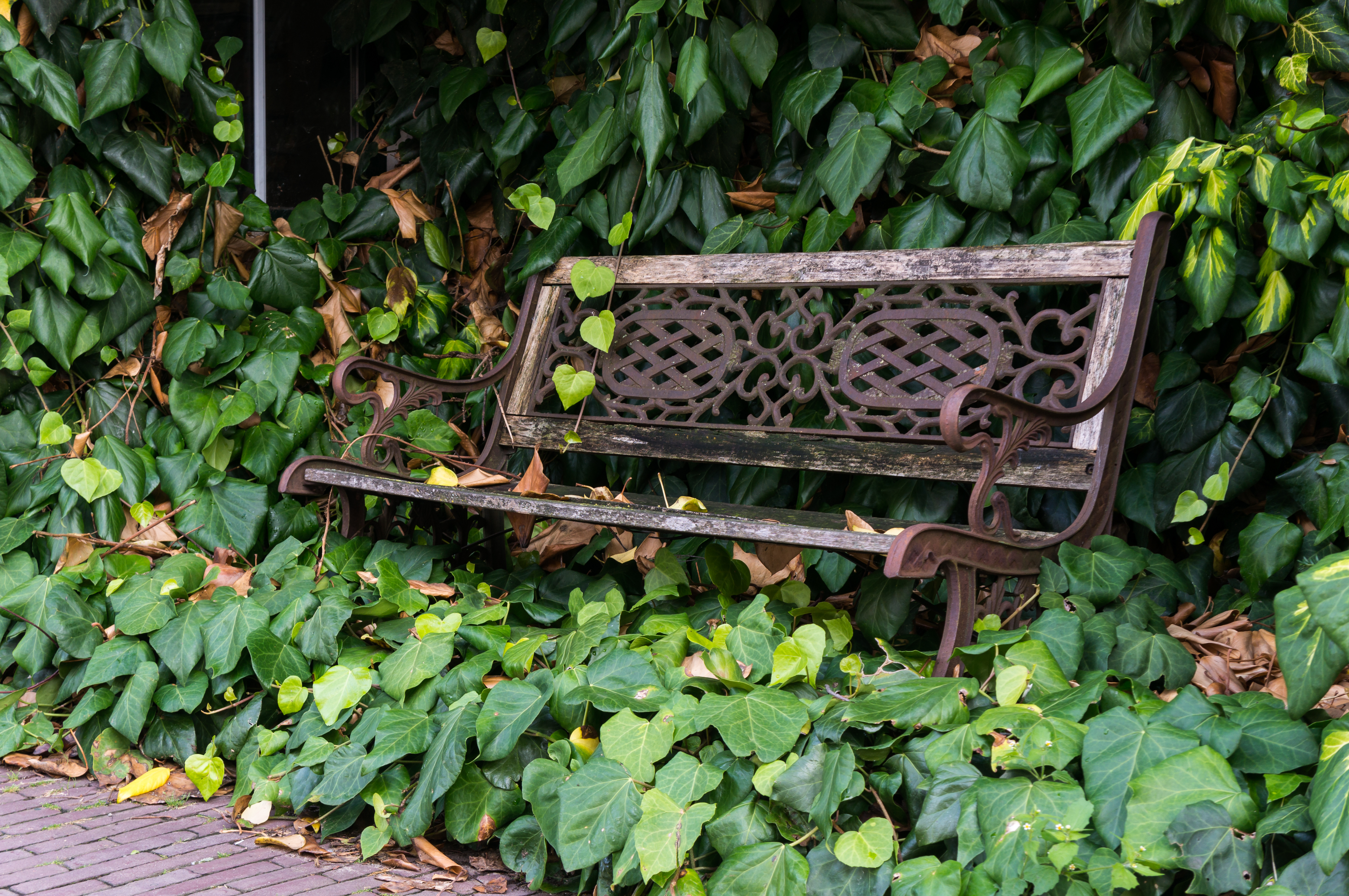
Panchina, Bredevoort, Gheldria, Paesi Bassi

La panchina è un elemento dell'arredo urbano: si tratta di un sedile fisso che può ospitare più persone ed è solitamente situato all'aperto in aree pubbliche come piazze o parchi, nonostante si possa trovare anche in interni quali aeroporti, sale di aspetto, alberghi, ecc. laddove si debba garantire la seduta a più persone. Normalmente è realizzata in legno, pietra o metallo e può avere o meno dei braccioli; è facile trovarla anche di materiale plastico, specialmente se destinata ai giardini di case private.
La panchina, in quanto luogo di sosta e relazione, ha seguito, col passare del tempo, le logiche dell'architettura e dell'organizzazione delle città, riflettendo la trasformazione delle forme di socialità di cui diviene un simbolo.

## Caratteristiche

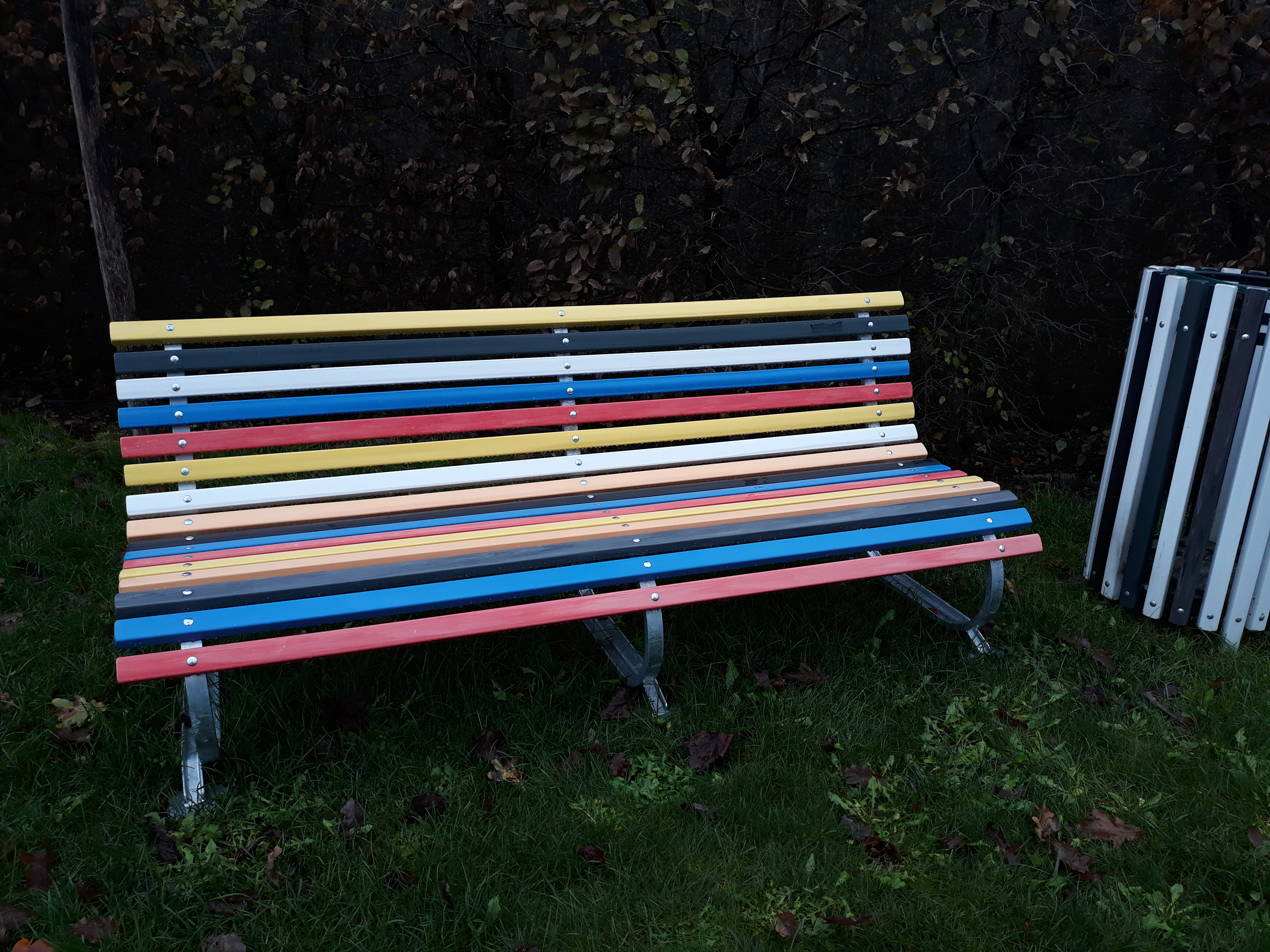
Panchina in PVC riciclato, Codogno

Le panchine vengono costruite con una varietà di materiali diversi, alcuni sono considerati standard per la loro resistenza nel tempo.

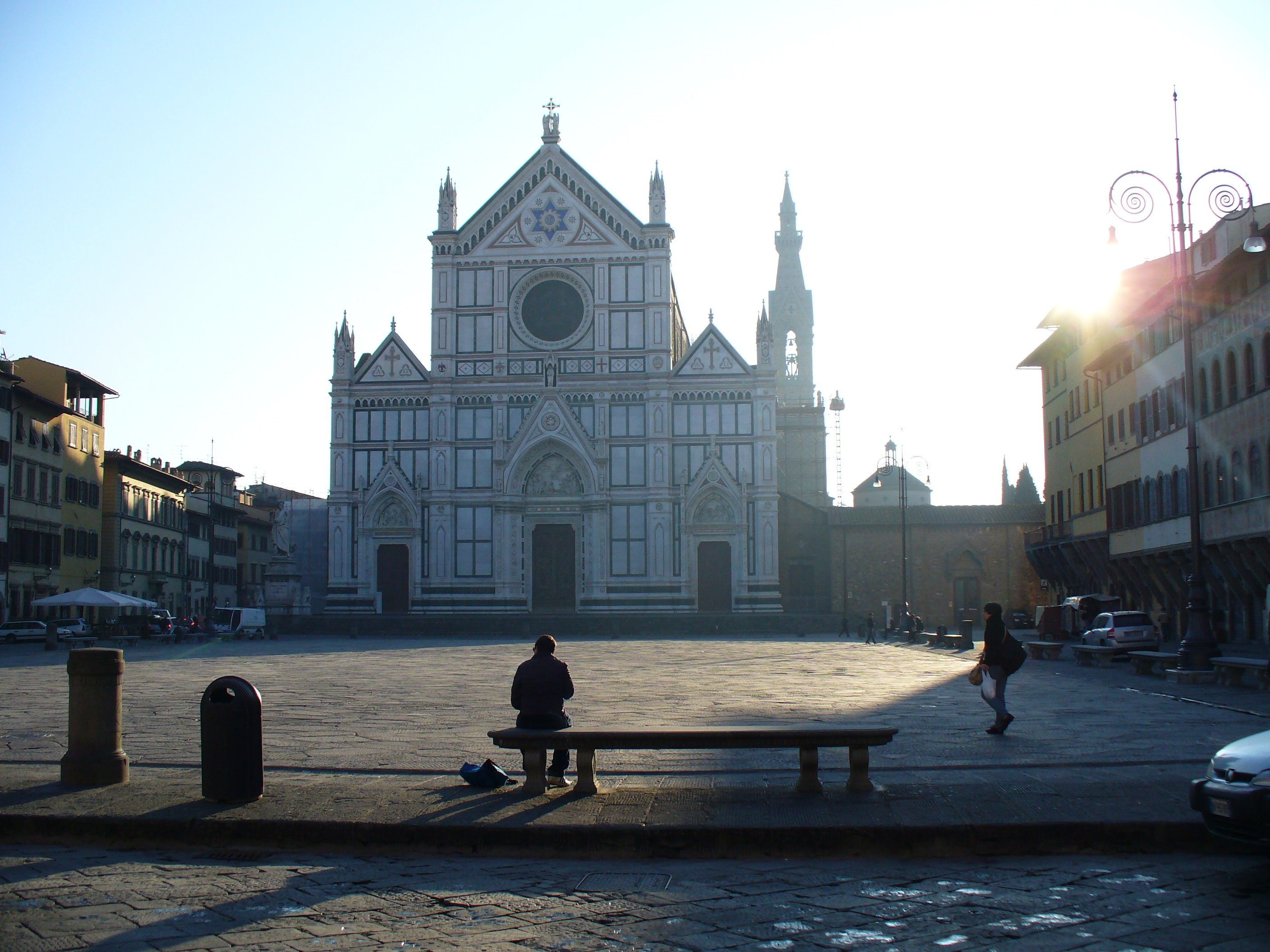
Panchina, Santa Croce, Firenze

- Acciaio verniciato a polvere: le panchine costruite con questo materiale si trovano spesso all'ingresso di luoghi come negozi, ospedali e centri sportivi, e possono avere una grande varietà di colori e stili.
- Alluminio: le panchine costruite con questo materiale si trovano spesso all'aperto, sono leggere, economiche e resistono agli agenti corrosivi.
- Legno: le panchine costruite con questo materiale richiedono un'alta manutenzione perché devono essere trattate regolarmente con insetticidi o essere ritinte per massimizzarne la durata. Solitamente si trovano lungo i sentieri e i parchi pubblici. Quelle realizzate con legni di alta qualità, come il mogano, la sequoia o il teak, sono situate per lo più all'interno di resort, ristoranti o edifici residenziali.
- Ghisa: è una lega ferrosa (composta principalmente da ferro e carbonio); essendo un materiale particolarmente resistente agli eventi atmosferici è molto usata nella realizzazione di arredi urbani (lampioni, cestini, ringhiere). Tipicamente per la realizzazione di panchine è combinata con listelli di legno. Le caratteristiche del materiale consentono la realizzazione di motivi ornamentali particolarmente fantasiosi.
- Marmo: Le panchine di marmo sono arredi urbani di lunga durata, data la loro pesantezza e resistenza agli agenti esterni. Sono spesso installate in edifici di particolare importanza o nelle piazze storiche. Talvolta il marmo viene usato insieme ad altri materiali per ridurne i costi.
- Plastica riciclata: le panchine di plastica riciclata non richiedono una manutenzione eccessiva e sono disponibili in vari colori e stili, oltre ad essere adatte a qualsiasi ambiente. Per questo motivo è possibile trovarle negli stabilimenti balneari, poiché resistono ad agenti atmosferici come la salsedine, particolarmente corrosivi.
- Termoplastica: si tratta di un materiale ecosostenibile utilizzato come rivestimento per le panchine in metallo. La termoplastica, rispetto ad altri rivestimenti, è facilmente riparabile e consente alle panchine in metallo di resistere a una varietà di climi e condizioni meteorologiche.
- Vetronite: questo materiale particolarmente versatile consente di realizzare panchine con diversi tipi di design, finiture e colori; è adatto sia per interni che esterni. Non richiede una particolare manutenzione e può essere lavorato secondo lo stile di ogni tipo di edificio.

## Storia

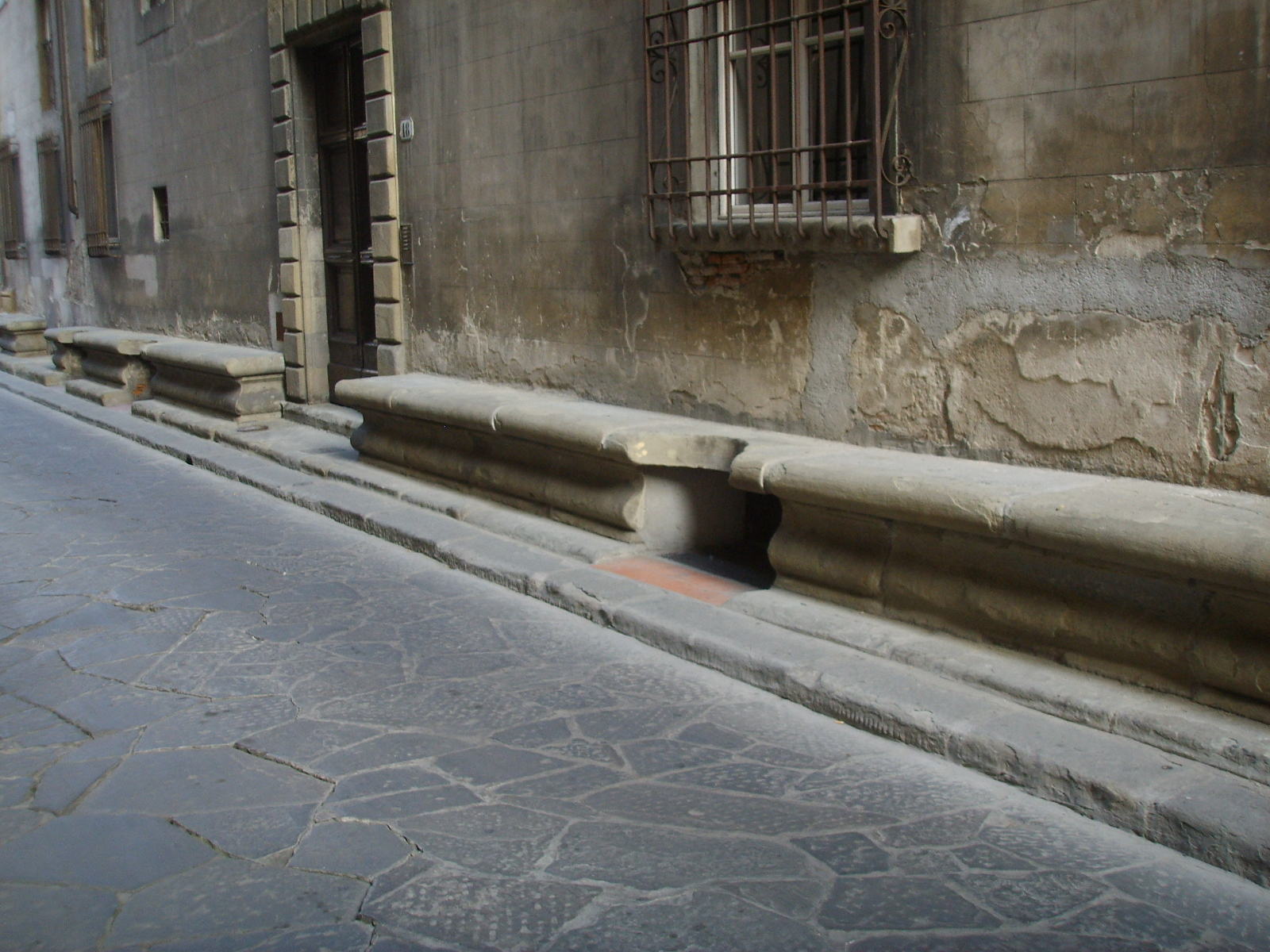
Panca di via, Palazzo Bartolini, Firenze

### Panca di via
Le origini della panchina sono riconducibili all'uso di panche pubbliche, che già nell'antichità facevano parte della vita urbana delle città, come testimoniano i resti di sedute pubbliche ritrovate nella Valle dei Templi e gli scavi di Pompei. Tuttavia, è in Toscana tra il XIV e il XV secolo che le panche assumono maggiore importanza, in concomitanza con un processo di valorizzazione delle piazze, delle logge e delle vie principali, che porterà alla nascita delle città moderne. Si tratta di città che non rinunciano all'estetica e che vogliono "mostrarsi ad ogni costo come opera d'arte". Nelle città toscane lo spazio pubblico inizia ad essere utilizzato per svariati tipi di eventi (matrimoni, processioni, giostre, cerimonie) e la panca di via permette di assistere alle vicende della vita pubblica. In particolare Firenze, dalla metà Quattrocento, si avvia a una frenetica espansione costruttiva e le panche diventano tutt'uno con i nuovi palazzi. Palazzo Medici ad esempio, è costeggiato da una lunga panca di via che, pur avendo un aspetto rustico e vernacolare, "traduce la grandezza dei signori di Firenze" e diventa la "soglia che separa e che lega al tempo stesso il palazzo e la sua piazza". Così se da una parte il palazzo si apre verso il popolo e lo spazio esterno, dall'altro l'autorità, in questo caso quella dei Medici, rivendica il proprio potere. Esistono ancora diversi esempi di panche di via come quella che corre intorno a Palazzo Strozzi o quella sotto la Loggia dei Lanzi, altro esempio di luogo di contemplazione dello spazio urbano.

### La panchina come luogo di sosta
Nel progredire dei secoli, il luogo pubblico ha continuato ad essere percepito come spazio comunitario. L'idea della condivisione del paesaggio urbano (e del piacere che se ne può trarre) è stata elaborata da ogni società in modo diverso e ha condizionato la definizione e la creazione di luoghi vissuti dalla collettività: dagli spazi delle attività lavorative, politiche e istituzionali, a quelli della discussione pubblica, dei servizi e del divertimento. Per questo motivo la disposizione di ogni fontana, ogni panchina, ogni scalinata condiziona il modo di vivere lo spazio pubblico. Gli spazi urbani prevedono anche la sosta collettiva: come afferma l'architetto e disegnatore Bernard Rudofsky, "nel fornire piacere all'occhio, gli architetti non dimenticavano le natiche".La panchina, in particolare, è il luogo della pausa per eccellenza e, in quanto tale, assume sempre più importanza mano a mano che i ritmi e la vita delle persone si evolvono diventando più frenetici e veloci.

### Da prodotto artigianale a prodotto industriale
Durante la prima fase dell'industrializzazione, i metodi di costruzione e i materiali utilizzati dagli architetti per la realizzazione dei sedili da interno vengono riproposti per ambienti esterni e, viceversa, quelli utilizzati all'esterno si ripetono nella creazione degli arredi interni. Lo storico dell'architettura Sigfried Giedion è stato il primo a notare questa correlazione, mettendo in evidenza come la struttura del balloon frame, uno dei sistemi costruttivi più importanti per la creazione di edifici in legno, sia sottilmente collegata al design della seggiola Windsor, oggetto altrettanto importante per la storia dell'arredamento americano: "I sottili listelli da due pollici della struttura balloon frame si alzano nell'aria apparentemente senza peso [...] la stessa idea, di usare sottili membri strutturali per ottenere una costruzione della massima solidità, era apparsa un secolo prima nello sviluppo della seggiola Windsor". Secondo Giedion, il balloon frame e la seggiola Windsor hanno in comune "la stessa tendenza verso il lavoro anonimo e la produzione di serie, ottenendo efficienza e leggerezza con mezzi semplici". La panchina ottocentesca, che non è menzionata dallo storico forse perché ritenuta meno nobile della seggiola Windsor, rispecchia tuttavia questi stessi principi. Un altro elemento costruttivo tecnico che avrà una profonda influenza sulla tipologia di panchina è la ghisa, primo dei materiali da costruzione prodotto industrialmente ad essere usato nell'edilizia. Anche le strutture realizzate con questo materiale rievocano la leggera solidità del balloon frame. Grazie alla sua versatilità, la ghisa ha trovato larga applicazione nella produzione di massa di oggetti di diversa dimensione e destinazione d'uso, come per l'appunto le panchine. Tuttavia, quest'ultime vengono più spesso realizzate combinando materiali diversi: la ghisa è sì utilizzata per creare la struttura di sostegno, ma lo schienale o, a volte, soltanto la seduta sono più comunemente costruiti in legno. È con l'industrializzazione che la panchina diventa protagonista della città, al pari dei lampioni dei ponti degli ascensori dei grandi magazzini e poi dei grattacieli.

## In letteratura
In letteratura la panchina svolge la funzione di luogo dell'incontro e del dialogo tra i personaggi; è su una panchina che si conoscono Frédéric Moreau e Madame Arnoux in L'educazione sentimentale di Gustave Flaubert (1869), ne Le notti bianche (1848) di Fëdor Dostoevskij tutta l'azione dei personaggi si concentra dinnanzi alla ringhiera di un canale e poi sulla panchina; nasce e si chiude su una panchina anche la novella di Samuel Beckett Primo amore (1946). La panchina è assoluta protagonista ne La nausea (1938), romanzo di Jean-Paul Sartre: qui il protagonista riesce a capire la natura del proprio male (la nausea, appunto) arrivando a percepire e a comprendere il caos e l'assurdità dell'esistenza.
(Jean-Paul Sartre, La nausea)
Ne La villeggiatura in panchina, inserita nella raccolta Marcovaldo ovvero Le stagioni in città (1963) di Italo Calvino. Marcovaldo cerca di sfuggire ai rumori e alle noie della città rifugiandosi su una panchina nel verde.
(Italo Calvino, Marcovaldo ovvero le stagioni in città)

## Nell'arte

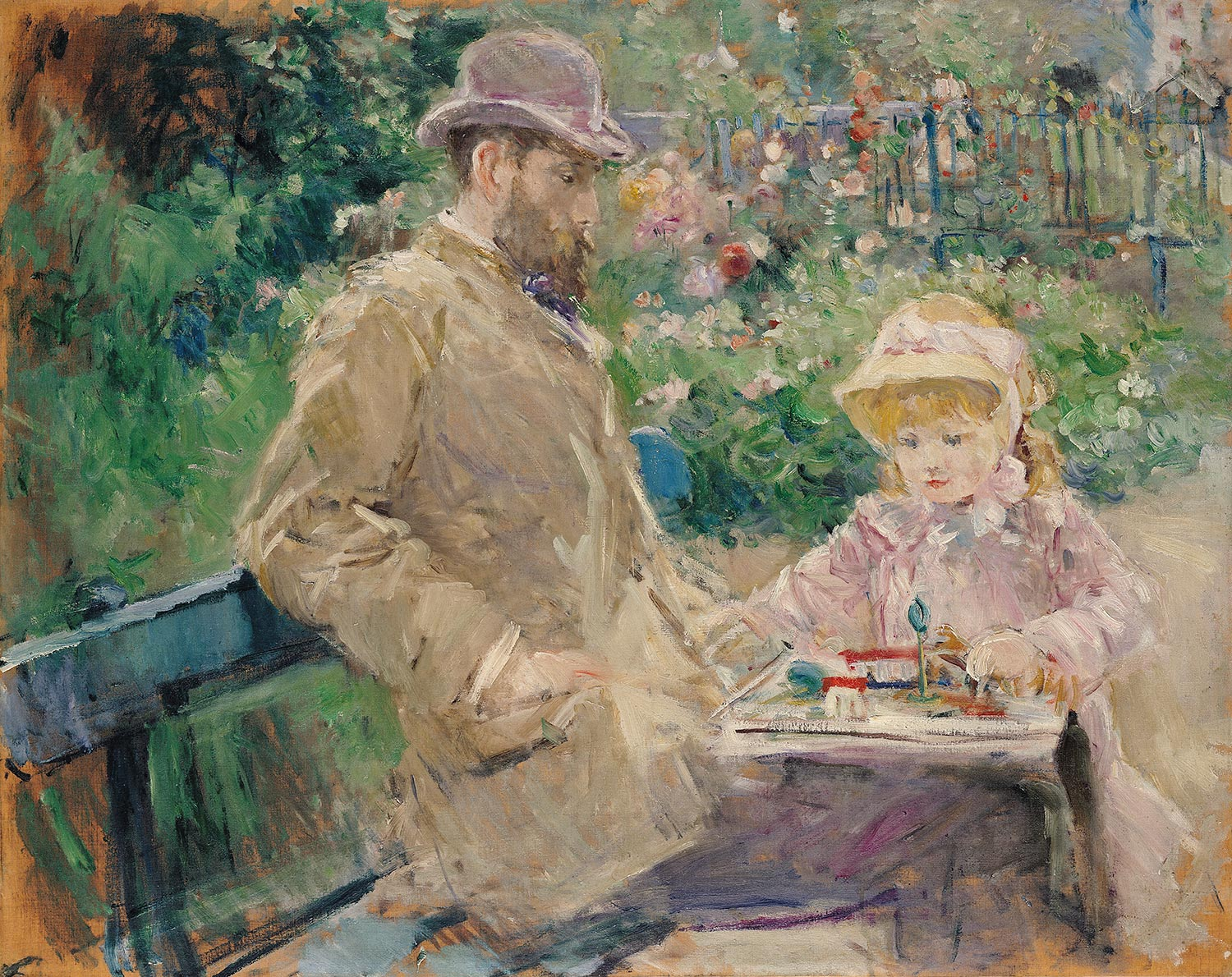
Berthe Morisot, Eugène Manet e sua figlia nel giardino di Bougival (1881); olio su tela, Musée Marmottan Monet.

Nei suoi dipinti Conversazione in un parco (1746) e Coniugi Andrews (1750 circa), il pittore Thomas Gainsborough ritrae due coppie che fanno parte rispettivamente dell'aristocrazia e della landed gentry britannica, offrendo uno spaccato dell'alta società inglese di metà '700 e dei simboli di status che la caratterizzano. In queste due opere, i soggetti siedono su una panchina decentrata, mentre la natura che li circonda occupa una buona porzione dei dipinti.
Nella Parigi di fine '800, sono alcuni pittori impressionisti a ritrarre la panchina, ormai diffusa nei parchi e nelle strade. Nell'opera Le Banc (1881) di Édouard Manet la panchina si trova al centro dell'ambiente e nessuno vi siede sopra. I dipinti di Berthe Morisot, invece, inquadrano la popolazione parigina anche negli attimi di pausa dalla frenesia della vita urbana, come in Una donna seduta su una panchina sull'Avenue du Bois (non datato) e in Eugène Manet e sua figlia nel giardino di Bougival (1881).
Vincent Van Gogh ritrae una seduta tra gli alberi nell'olio su tela Panchina di pietra nel manicomio di Saint-Remy (1889). In Notte nel Parco (1921) di Edward Hopper le panchine e il lampione consentono a un uomo di leggere un giornale di notte a Central Park.
Nella performance "Vestirsi di sedia" (1971), Gianni Pettena invita dieci dei suoi allievi a percorrere la città di Minneapolis indossando a mo' di zaino una sorta di panchina personale.
Alcuni politici si sono fatti fotografare su una panchina, come Richard Nixon nel 1964 a Central Park o Lenin nel 1922 a Gorki Leninskie.

### Panchine letterarie
La panchina è anche oggetto della cosiddetta arte di strada. Nell'estate 2014, cinquanta panchine a forma di libro sono state posizionate per le strade di Londra grazie al progetto Books about Town, ideato e realizzato dalla National Literacy Trust, un ente che promuove l'alfabetizzazione e lo sviluppo della cultura letteraria. La panchina-libro originaria è stata progettata dall'organizzazione Wild in Art. La National Literacy Trust ha poi coinvolto artisti locali e di fama internazionale per decorare i cinquanta esemplari, ispirandosi alle opere dei più grandi autori inglesi. Un progetto analogo è stato lanciato anche in Italia dal Museo d'arte urbana di Torino, quando nel 2010 l'artista intinerante torninese Vito Navolio ha reinterpretato dieci panchine, dedicandole ai principali maestri dell'arte contemporanea.

### Panchina gigante

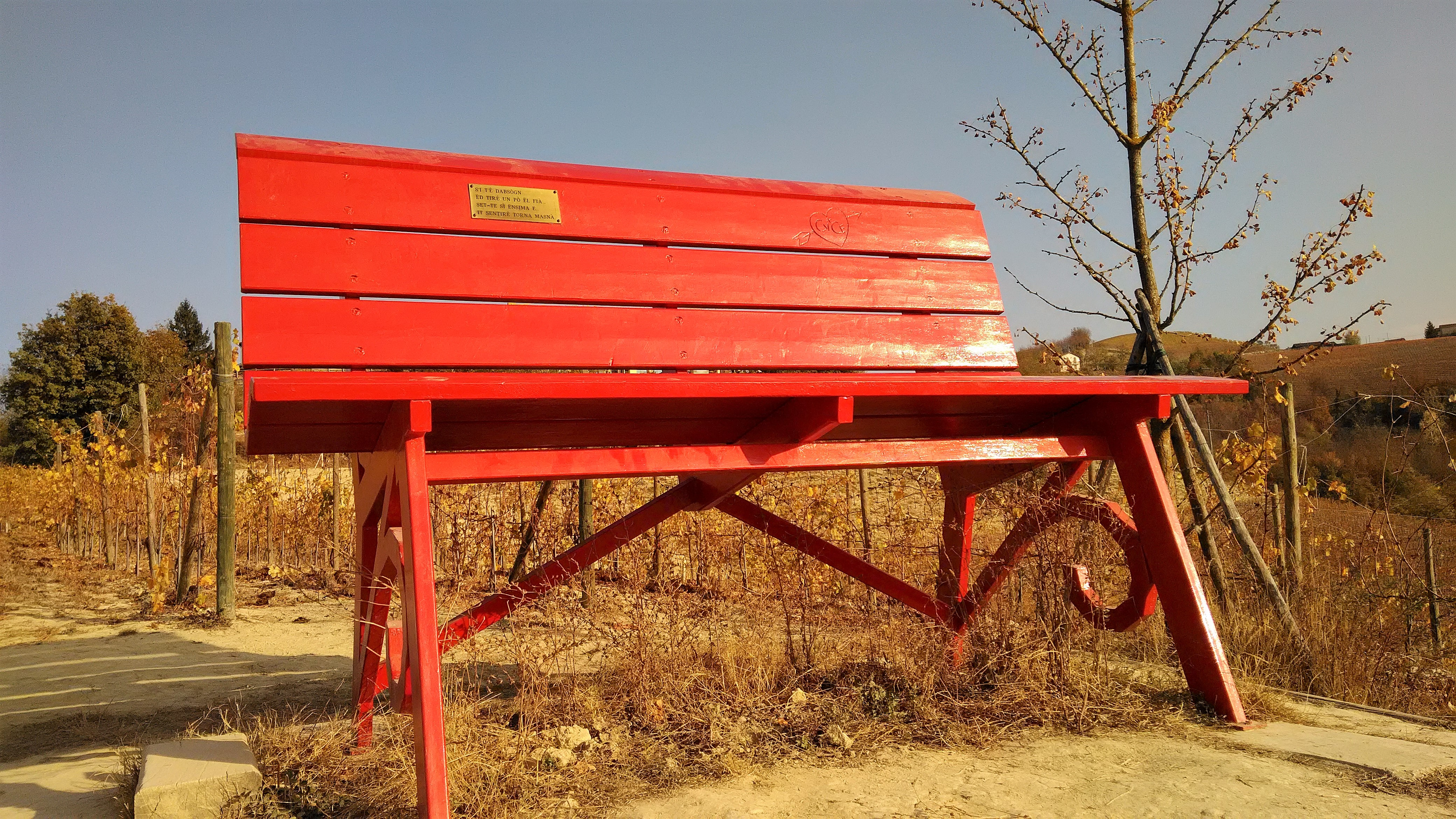
Panchina gigante, Clavesana

Nel 2010, per iniziativa del designer americano Chris Bangle, è stata installata in Borgata Gorrea, a Clavesana, la prima riproduzione di una panchina fuori scala, resa accessibile al pubblico, che permette ai visitatori di arrampicarvisi e sedersi ammirando il paesaggio di fronte, con una percezione simile a quella che avrebbe un bambino piccolo seduto su una panchina di dimensione standard.
L'idea ha stimolato la nascita di numerose altre grandi panchine, che rappresentano un punto di interesse turistico.

## Nel cinema
La panchina è un arredo scenico che agevola le riprese frontali o laterali e che può svolgere diverse funzioni narrative, diventando il luogo dell'incontro o della riflessione dei personaggi.
Nella scena finale del film L'avventura di Michelangelo Antonioni, il personaggio maschile, Sandro, siede su una panchina, mentre la sua compagna, Claudia, è in piedi accanto a lui e gli accarezza i capelli.
In Manhattan di Woody Allen, la scena, riprodotta nel manifesto del film, in cui i due personaggi Ike e Mary, siedono su una panchina è diventata iconica.
In Forrest Gump, il protagonista, racconta la propria vita agli sconosciuti che si siedono accanto a lui in Chippewa Square, a Savannah. La panchina utilizzata per le riprese si trova adesso nel museo di storia di Savannah.
Ne La 25ª ora di Spike Lee: il protagonista, Monty, condannato a scontare una pena in carcere, passa alcune delle sue ultime ore di libertà su una delle panchine affacciate sull'Hudson; queste, tra le più note di New York, disegnate da Robert Moses, furono prodotte per la Fiera mondiale di New York nel 1939.

## Panchine nei parchi storici

### Reggia di Caserta
La Reggia di Caserta possiede un imponente giardino posto attorno alla via di collegamento tra il cortile del palazzo e la Grande Cascata. Carlo Vanvitelli progettista giardino all'inglese posiziona all'interno del sottobosco vicino alla Grande Cascata, dei blocchi di pietra grezzi con funzione di panchine che sembrano quasi confondersi con la natura. La loro funzione è più decorativa che di seduta vera e propria.

### Parco dei Mostri di Bomarzo

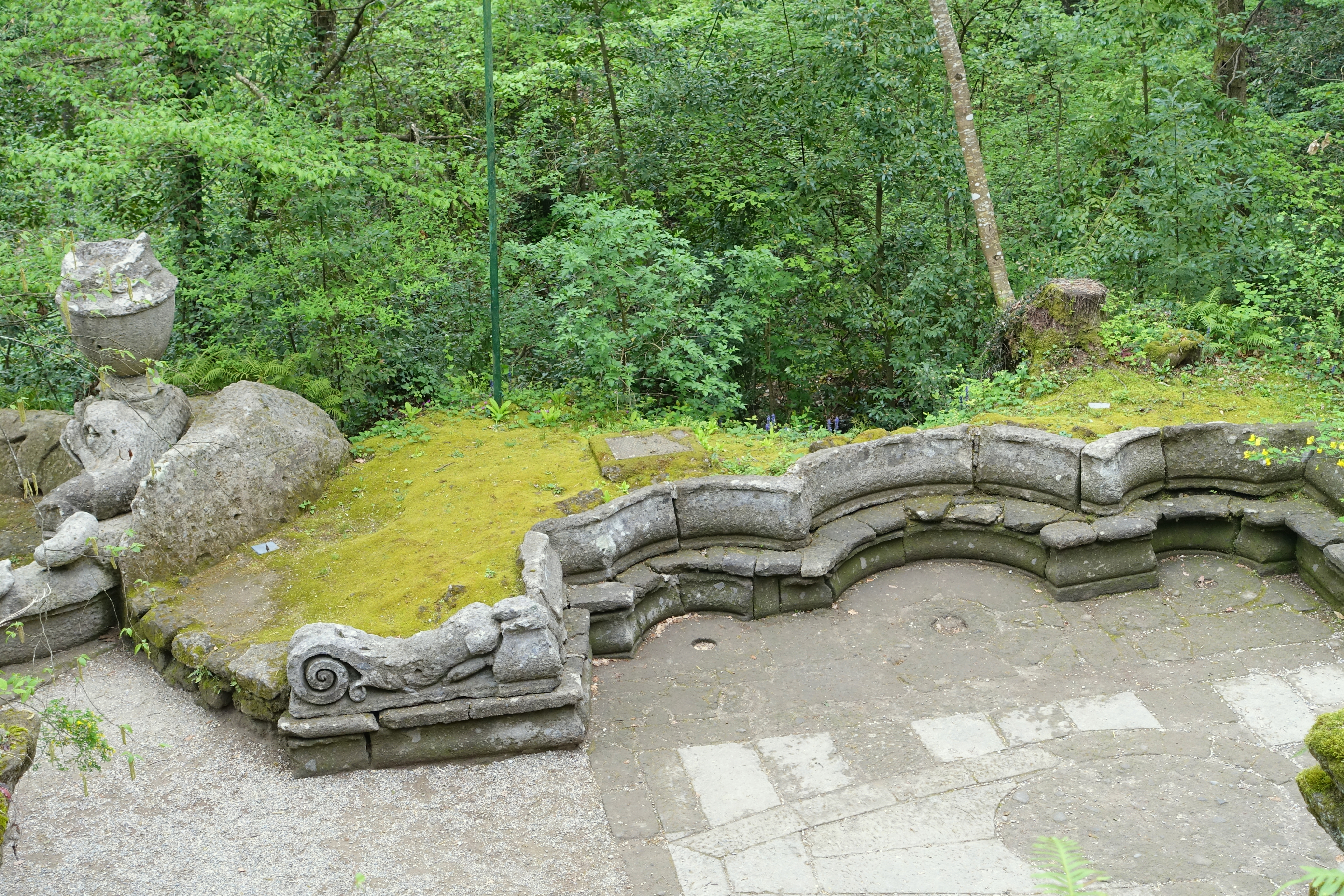
Panca di fronte al ninfeo, Bomarzo

Nel Parco dei Mostri di Bomarzo si trova una serie di panche e panchine atipiche che, come le altre strutture presenti nel sito, sono ibridi tra un oggetto e la figura umana, oppure tra due diversi oggetti:
- La panca di Proserpina: una figura femminile si prolunga in basso fino a diventare panca.
- Casa pendente: un bizzarro edificio la cui struttura interna può provocare le vertigini; come tutti i grandi palazzi del '300, presenta una panca di via, che, essendo accostata all'edificio, segue la pendenza della casa.
- La panca araldica: una panca interamente ricavata da un blocco di pietra, completa di schienale su cui sono scolpiti appunto due insegne araldiche.
- L'antro (o ninfeo): questo luogo è caratterizzato dalla presenza di una scultura delle Tre Grazie abbracciate, del Ninfeo e della fontana dei Delfini; qui c'è una panca integrata nella costruzione architettonica che, alla sua estremità, è dotata di un sedile di pietra che si trasforma in una figura metà umana e metà spirale.
- La bocca dell'orco: la situazione dello spettatore qui è invertita in quanto trovandosi dentro la grotta osserva la natura circostante dalla prospettiva dell'orco.

### Parc Güell

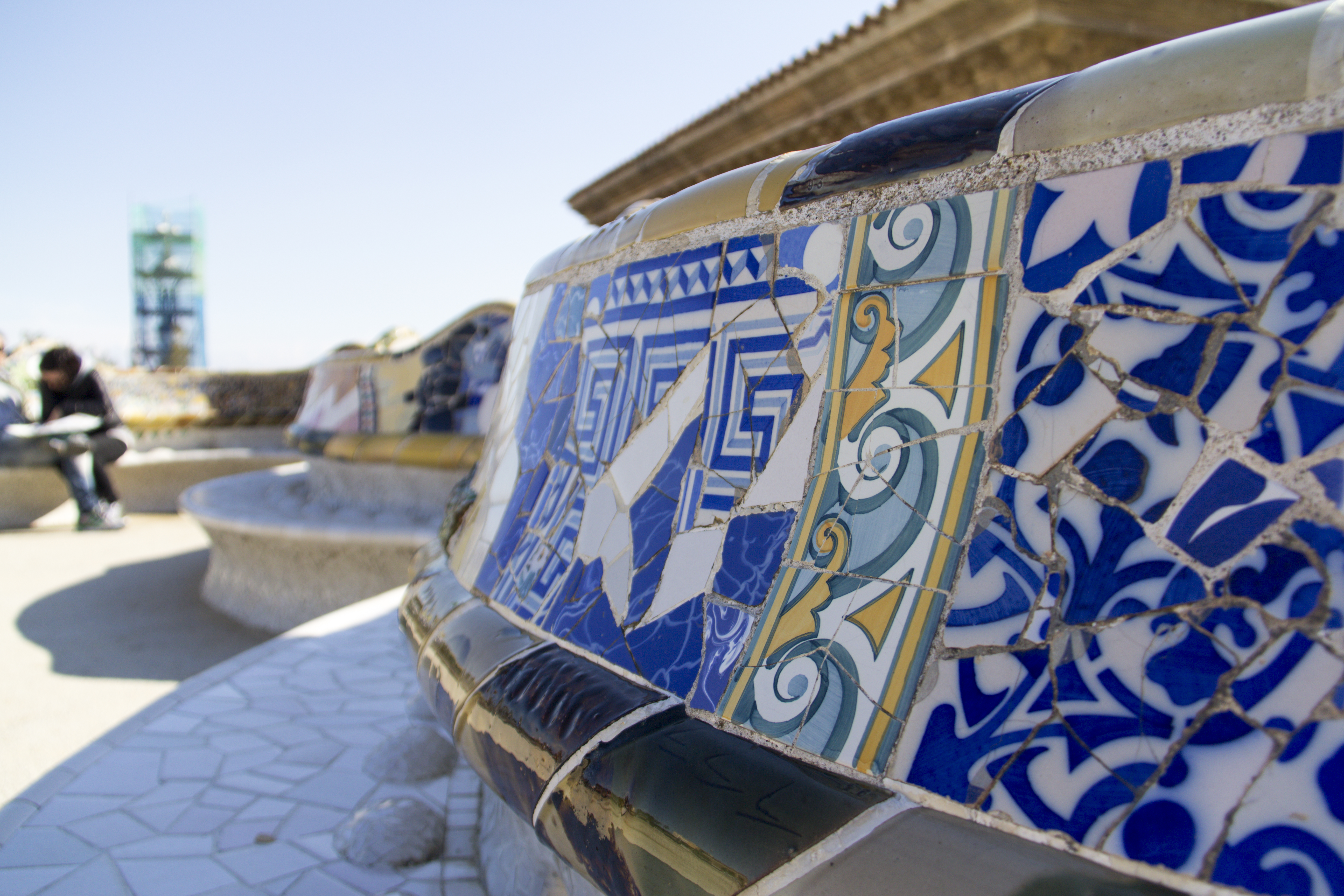
Parco Güell, Spagna. Dettaglio della panchina/balaustra a forma di serpente nella Plaza de la Naturaleza.

Al Parco Güell nella Plaza de la Naturaleza, una tortuosa panchina a forma di serpente assolve la funzione di parapetto e, al contempo, eleva il pregio estetico della piazza: le rientranze e le sporgenze della panchina-balaustra sono decorate utilizzando il trencadís, ossia aggregando cocci di vetro e piastrelle ceramiche variamente colorate. La piazza ospita attività sociali, come riunioni o eventi culturali e religiosi, anche grazie alla presenza di questa lunga panchina.

### Parco Jean-Jacques Rousseau
Il giardino di Ermenonville, creato da René de Girardin, cambia nome in Parco Jean-Jacques Rousseau poiché il filosofo francese vi trascorre le ultime sei settimane della sua vita. Le sue spoglie vengono sepolte prima in un'isola del parco (L'isola dei Cigni, ribattezzata Isola dei Pioppi), poi trasferite al Pantheon. La panca delle madri di famiglia, che si trova di fronte alla tomba ormai vuota di Rousseau "diviene panca assoluta, la seduta che assorbe e che concentra l'attenzione del visitatore".

#### Il circuit-walk garden e il ruolo della panchina
La creazione del parco di Ermenonville è stata influenzata dal "circuit-walk garden", un sistema per cui il giardino è concepito come un grande circuito. Questa visione del giardino può essere collocata nell'Italia rinascimentale e nell'Inghilterra del diciottesimo secolo. Negli spazi progettati in questo modo la panchina consente allo spettatore di "leggere" esteticamente il paesaggio, inquadrandolo nel modo migliore e segnalando la presenza di oggetti degni di nota; così la disposizione delle sedute offre anche una chiave di decifrazione del paesaggio stesso e permette di mettere in relazione la fonte visiva con le emozioni che da essa scaturiscono. La panchina diventa anche il luogo del contrasto tra l'autonomia dello spettatore e una lettura dello spazio interamente progettata da altri: il giardino è destinato ad essere attraversato da soggetti autonomi, ma non c'è libertà nella scelta del percorso, che quindi offre un'unica visione del mondo. La panchina incarna così questa costrizione.

## Panchine e socialità

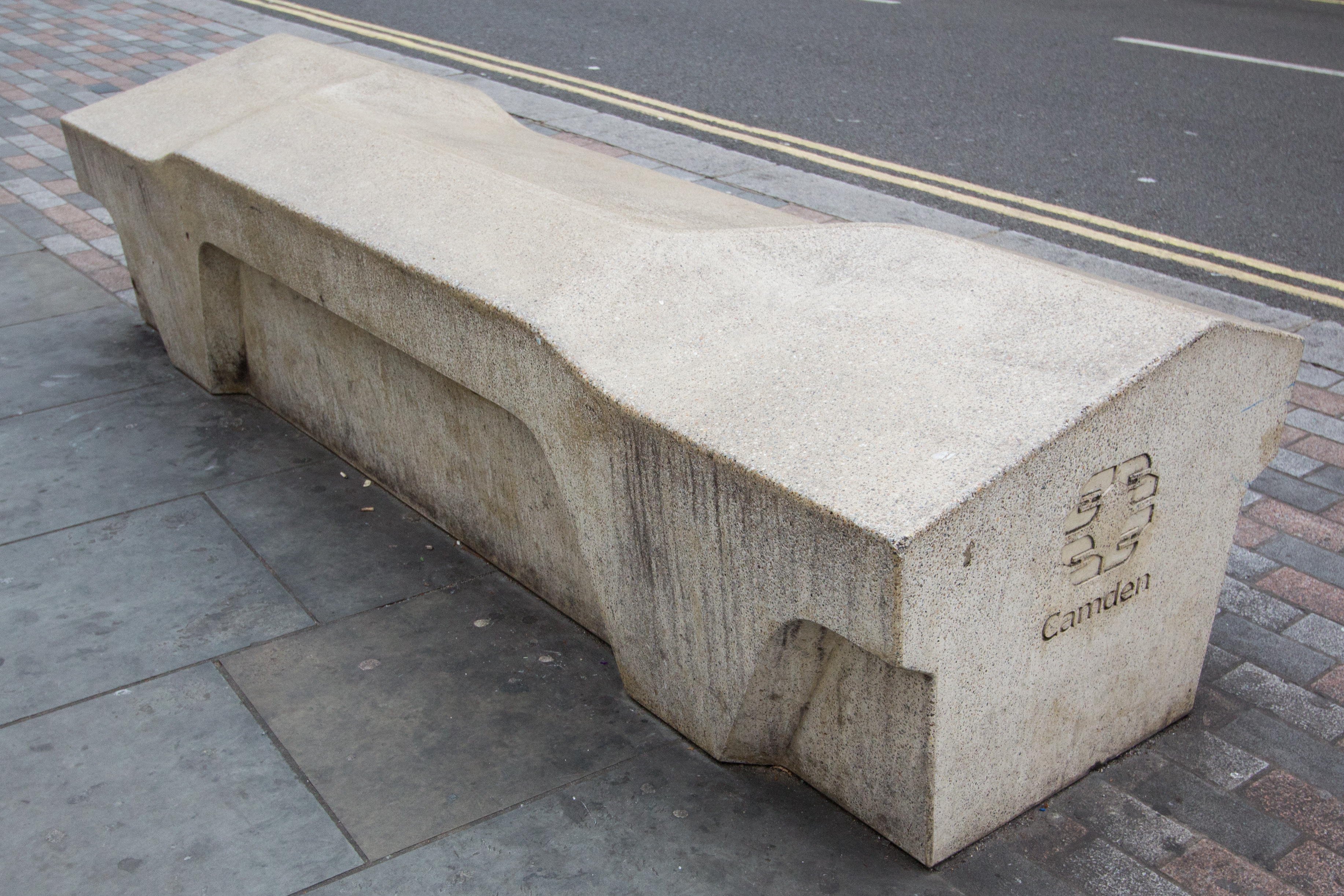
"Camden bench", panchine realizzate per dissuadere le persone dal "dormirvi sopra, sporcarle coi rifiuti, usarle per lo skateboard, imbrattarle coi graffiti, spacciare, subire furti", Londra.

La possibilità di sedersi è stata identificata come un fattore chiave per consentire alle persone di vivere gli spazi pubblici ed interagire socialmente. Il sostare su una panchina consente la lettura all'aperto, la contemplazione del paesaggio e del passeggio o più semplicemente l'utilizzo della seduta come appoggio. Le panchine possono, inoltre, rivelare dinamiche di esclusione e marginalizzazione sociale. In molti casi le amministrazioni pubbliche cercano di evitare che le persone utilizzino le panchine per dormire. Una delle strategie più comuni messe in atto per raggiungere questo obiettivo è ricorrere a design che rendano le sedute particolarmente scomode: le panchine senza schienale, oppure quelle dotate di braccioli che interrompono la seduta, o ancora panchine con sedili inclinati verso il basso. Queste strategie vanno sotto il nome di architettura ostile.

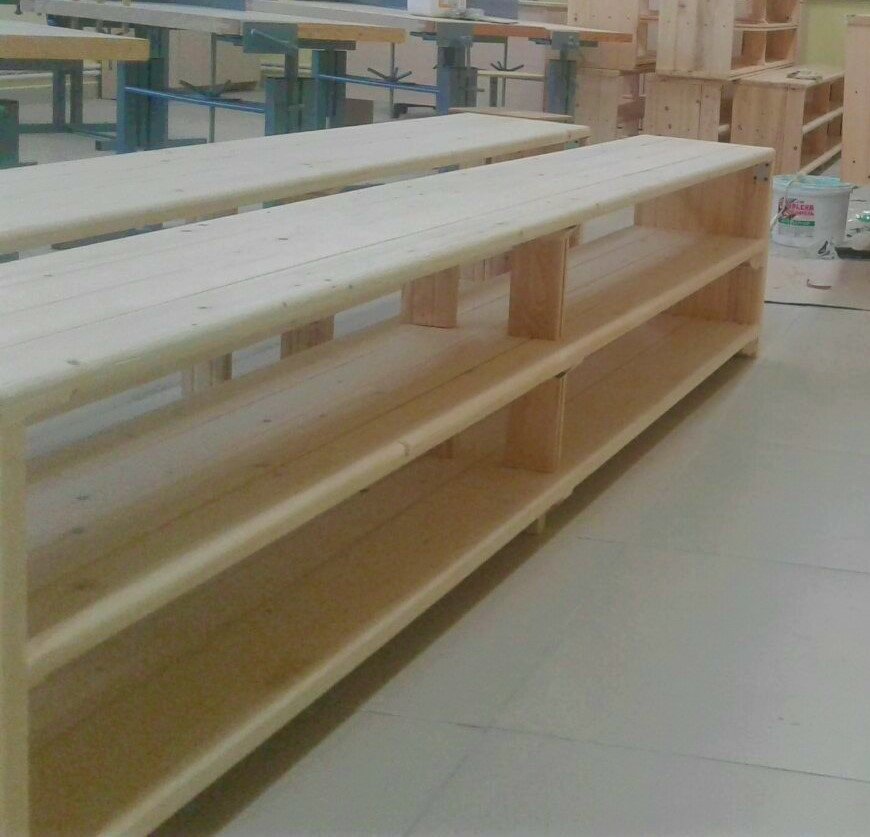
Fare panchine in un laboratorio di falegnameria

L'inserimento di sedute nei luoghi pubblici è stato riconosciuto dall'Organizzazione mondiale della sanità come un intervento essenziale per creare città più adatte alla popolazione europea la cui età media è in crescita. Per fare un esempio, le panchine facilitano la mobilità di chi soffre di malattie e disabilità che deve organizzare i propri percorsi in base alla disposizione delle possibili soste.
A volte il design degli interni dei grandi centri commerciali ripropone un'organizzazione dello spazio simile a quella cittadina, nel tentativo di favorire il comfort dei clienti. Così oltre a fioriere e fontane, in questi luoghi vengono disposte panchine di tutte le forme, materiali e colori: dalla riproduzione delle panchine di ferro tradizionali all'inserimento di elementi architettonici high-tech, o vernacolari, o naturalistici.

## Uso simbolico

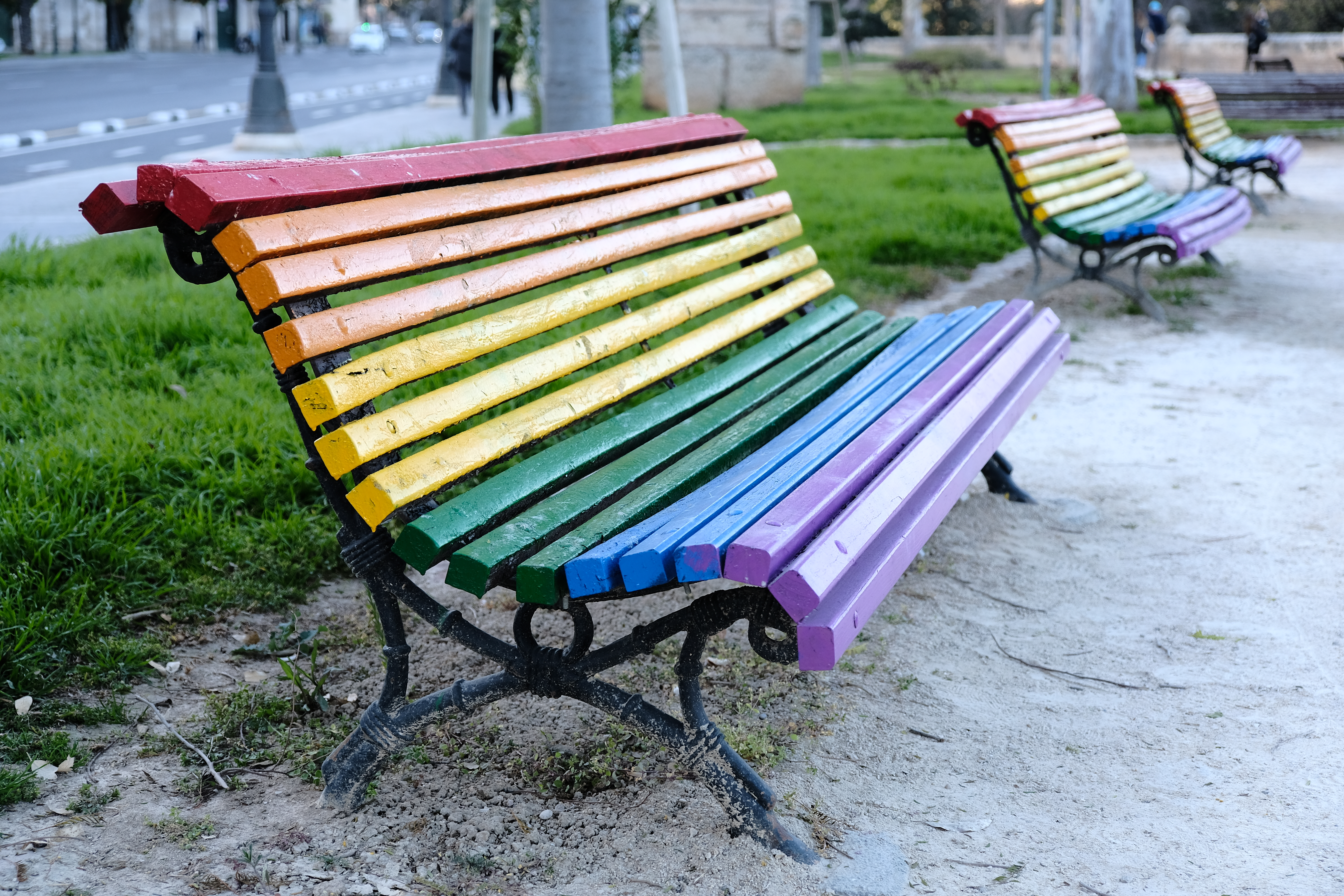
Panchina arcobaleno, Valencia

Pur essendo considerate oggetti di arredo urbano, le panchine si prestano anche a ricoprire una funzione simbolica e memoriale. Mediante l'utilizzo di combinazioni di colori e materiali la panchina viene trasformata in un elemento simbolico che in determinati casi assume un valore sia culturale che morale: in occasione del Pride Month, in molte città, italiane e non, alcune panchine vengono dipinte con i colori della bandiera arcobaleno, mentre nella giornata contro la violenza sulle donne le panchine vengono colorate di rosso. A Roma il 1 marzo 2020 è stata inaugurata una "panchina della memoria", si tratta di una panchina dipinta con i colori della bandiera italiana che riporta i nomi del giornalista Eduardo Becchetti e dei tipografi Amedeo Fatucci, Leo Funaro e Pellegrino Vivanti, catturati durante il rastrellamento nazista del ghetto di Roma, avvenuto il 16 ottobre 1943.

## Sport
Negli sport di squadra, questo termine indica gli atleti che non vengono impiegati da titolari e il luogo fisico in cui si trovano, pronti ad essere impiegati nel caso in cui l'allenatore ne necessiti la presenza in campo. In senso figurato, l'allenatore occupa la panchina della squadra o è chiamato in panchina da una società: si tratta quindi della metafora della squadra stessa.
Non è solo un elemento dell'arredo urbano, nella disciplina del parkour è uno degli elementi architettonici che maggiormente si presta a differenti tipologie di espressioni motorie (Demi tour, Saut de Chat, Jambe intérieure...);
(Laurent Piemontesi)